# Сатниця (Петрієвці)
45°37′ пн. ш. 18°29′ сх. д. / 45.61° пн. ш. 18.49° сх. д.
Сатниця (хорв. Satnica) — населений пункт у Хорватії, в Осієцько-Баранській жупанії у складі громади Петрієвці.

## Населення
Населення за даними перепису 2011 року становило 571 осіб.
Динаміка чисельності населення поселення:

## Клімат
Середня річна температура становить 11,03 °C, середня максимальна – 25,57 °C, а середня мінімальна – -6,27 °C. Середня річна кількість опадів – 649 мм.
| Клімат поселення                              | Клімат поселення | Клімат поселення | Клімат поселення | Клімат поселення | Клімат поселення | Клімат поселення | Клімат поселення | Клімат поселення | Клімат поселення | Клімат поселення | Клімат поселення | Клімат поселення | Клімат поселення |
| Показник                                      | Січ.             | Лют.             | Бер.             | Квіт.            | Трав.            | Черв.            | Лип.             | Серп.            | Вер.             | Жовт.            | Лист.            | Груд.            |                  |
| Середній максимум, °C                         | 5,73             | 7,95             | 12,66            | 17,26            | 22,41            | 25,57            | 25,20            | 24,90            | 20,70            | 15,30            | 9,30             | 5,38             |                  |
| Середня температура, °C                       | −0,29            | 1,96             | 6,62             | 11,25            | 16,42            | 19,58            | 21,20            | 20,90            | 16,70            | 11,30            | 5,30             | 1,40             |                  |
| Середній мінімум, °C                          | −6,27            | −4,04            | 0,64             | 5,26             | 10,42            | 13,56            | 17,21            | 16,89            | 12,70            | 7,30             | 1,30             | −2,6             |                  |
| Норма опадів, мм                              | 41               | 36               | 38               | 50               | 61               | 82               | 62               | 60               | 51               | 56               | 62               | 50               |                  |
| Середньомісячна швидкість вітру, м/с          | 2.40             | 2.60             | 2.90             | 2.80             | 2.49             | 2.30             | 2.20             | 2.00             | 2.00             | 2.18             | 2.30             | 2.40             |                  |
| Середньомісячна сонячна радіація, кДж/м²·день | 4212             | 6910             | 10909            | 15453            | 19336            | 21538            | 22171            | 20299            | 14849            | 9294             | 4714             | 3503             |                  |
| --------------------------------------------- | ---------------- | ---------------- | ---------------- | ---------------- | ---------------- | ---------------- | ---------------- | ---------------- | ---------------- | ---------------- | ---------------- | ---------------- | ---------------- |
| Джерело:                                      |                  |                  |                  |                  |                  |                  |                  |                  |                  |                  |                  |                  |                  |